# ZBTB16
La proteína 16 con dedos de zinc y un dominio BTB (ZBTB16) es un factor de transcripción codificado en humanos por el gen ZBTB16.

## Función
Este gen es miembro de la familia de proteínas con dedos de zinc tipo C2H2 Kruppel y codifica un factor de transcripción que contiene nueve dominios dedos de zinc tipo Kruppel en el extremo C-terminal. La proteína ZBTB16 se localiza en el núcleo celular y está implicada en la progresión del ciclo celular, interaccionando con histona deacetilasas. Determinadas reorganizaciones aberrantes del locus del gen que codifica esta proteína se han asociado con el desarrollo de leucemia promielocítica aguda (APL) y con ciertos papeles fisiológicos en células Natural Killer de ratón y en células T gamma-delta. Se han descrito diversas variantes transcripcionales de este gen en humanos.

## Interacciones
La proteína ZBTB16 ha demostrado ser capaz de interaccionar con:
- ZBTB32[7]
- Factor de crecimiento semejante a EGF de unión a heparina[8][9]
- Histona deacetilasa 5[10][11]
- Histona deacetilasa 6[10]
- FHL2[12]
- SIN3B[13]
- NCOR2[14][15][16]
- Receptor tipo 1 de angiotensina II[17]
- Histona deacetilasa 1[10][13][15]
- Receptor de ácido retinoico alfa[18]
- SIN3A[13][15][19]
- BCL6[20]
- RUNX1T1[21][22]
- Histona de acetilasa 4[10][11]
- BMI1[23]
- GATA1[24]
- GATA2[25]
- Proteína de la leucemia promielocítica[26]
- Receptor de calcitriol[19][27]